# Frank Delgado
Frank Delgado, (Los Angeles, Califórnia, 29 de novembro de 1970), é um músico americano, conhecido por ser o tecladista, DJ e sampler da banda de metal alternativo, Deftones.

## Carreira musical

### Deftones
Delgado chamou a atenção dos membros do Deftones (na época Chi, Chino, Abe e Steph), quando ainda era membro da banda de Hip Hop, Socialistik. Ele apareceu como músico convidado nos dois primeiros álbuns do Deftones, Adrenaline e Around the Fur, e somente foi adicionado como membro da banda oficialmente, depois do lançamento do terceiro álbum, White Pony.

### Técnicas musicais
Delgado raramente usa scratching ou beat juggling. Tende a usar samplers e turntables para criar texturas e ambientes nas músicas, como em "Change (In The House of Flies)". Ele afirmou que prefere criar seus próprios samplers, do que usar os de outros artistas.
Começando com o quarto icônico álbum auto-intitulado Deftones, Delgado começou a colocar mais ênfase no teclado e sintetizadores.

## Discografia

### Com o Deftones[10]
- 2000 - White Pony
- 2003 - Deftones
- 2003 - Hexagram (Single)
- 2005 - B-Sides & Rarities
- 2006 - Saturday Night Wrist
- 2010 - Diamond Eyes
- 2011 - Covers
- 2011 - Rocket Skates (Single)
- 2012 - Koi No Yokan
- 2016 - Gore
- 2016 -  The Studio Album Collection
- 2020 - Ohms
- 2020 - Ohms (Single)